# Sant Vicent del Raspeig
San Vicent del Raspeig är en ort i Spanien.   Den ligger i provinsen Provincia de Alicante och regionen Valencia, i den sydöstra delen av landet, 400 km sydost om huvudstaden Madrid. San Vicent del Raspeig ligger 113 meter över havet och antalet invånare är 53 126.
Terrängen runt San Vicent del Raspeig är platt åt sydost, men åt nordväst är den kuperad. Närmaste större samhälle är Alicante, 6,9 km sydost om San Vicent del Raspeig. Runt San Vicent del Raspeig är det i huvudsak tätbebyggt.